# Seiner Majestät Schiff
Seiner Majestät Schiff, česky „loď Jeho Veličenstva“, je označení pro plavidla válečných loďstev německé Kaiserliche Marine a rakouskouherské Kaiserliche und Königliche Kriegsmarine, v obou případech označované zkratkou SMS.
Šlo například o lodě pojmenované SMS Nürnberg:
- loď SMS Nürnberg (1906), třída Königsberg (1905);
- loď SMS Nürnberg (1916), třída Königsberg (1915).